# Meister von Tahull

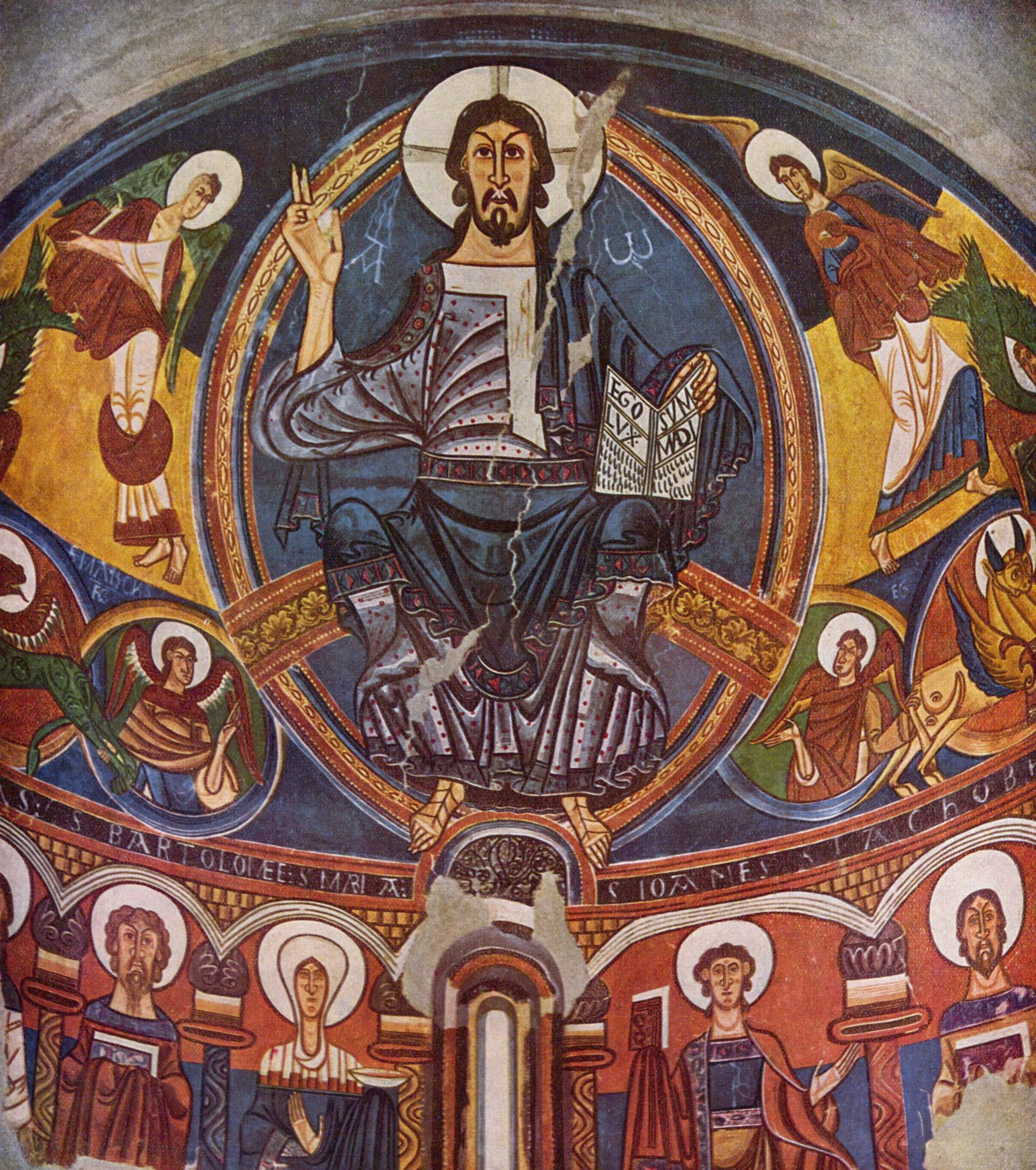
Meister von Tahull (Meister von San Clemente de Taülll): Christus der Weltenherrscher. Um 1123

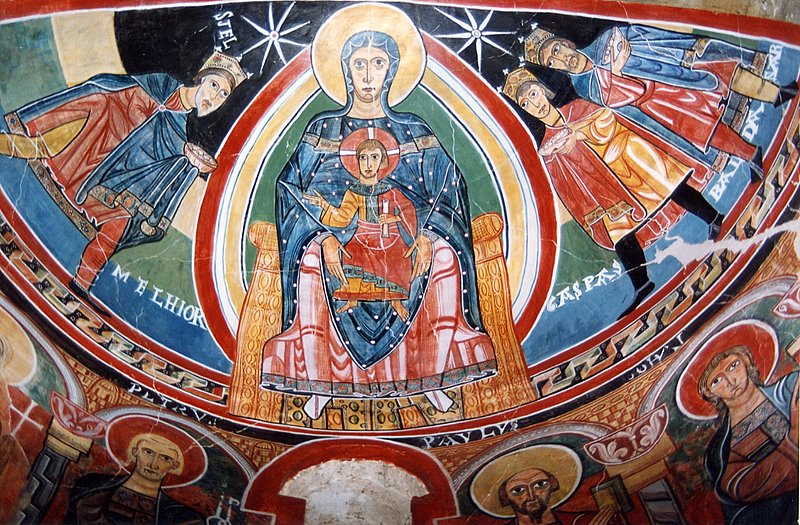
Meister von Tahull (Meister von Santa María de Taüll): Maria in Glorie. 12. Jahrhundert

Mit Meister von Tahull (Katalanisch Mestre de Taüll, Spanisch Maestro de Taüll) wird der romanische Maler bezeichnet, der im 12. Jahrhundert die Wandmalereien in der Kirche San Clemente de Taüll in Taüll in Katalonien geschaffen hat. Da die Kirche 1123 geweiht wurde, ist anzunehmen, dass die Abbildungen gleich danach in Auftrag gegeben wurden. Sie sind heute im Museu Nacional d’Art de Catalunya in Barcelona zu sehen.
Die Malereien des namentlich nicht bekannten Künstlers gelten als ein Meisterwerk der Romanik in den Pyrenäen und als eines der bedeutenden Werke der Romanik in Europa. In der Apsis dargestellt ist eine Majestas Domini. Dabei verwendet der Meister wenige aber starke Farben, vor allem Gelb und Azur, die er eventuell aus Italien beziehen konnte. Ein bedeutendes Werk des Meisters stellt „Davids Kampf mit Goliath“ dar, ebenfalls in o. g. Museum.
Aus dem Umfeld, also z. B. der Werkstatt des Meisters, stammen auch die weiteren fast zeitgleichen Wandmalereien in der Kirche Santa Maria de Taüll, die Maria in der Glorie zeigen. Da deren Maler oft ebenfalls als Meister von Tahull bezeichnet wird, empfiehlt die Kunstgeschichte zur genauen Unterscheidung jedem der Notnamen der beiden Meister von Tahull den Herkunftsort des Werkes mitzugeben, um so den Meister von San Clemente de Taülll vom Meister von Santa María de Taüll zu unterscheiden.